# Brachoria kentuckiana
Brachoria kentuckiana är en mångfotingart som först beskrevs av Ottis Robert Causey 1942.  Brachoria kentuckiana ingår i släktet Brachoria och familjen Xystodesmidae. Inga underarter finns listade i Catalogue of Life.